# حورية البحر (فلم 2023)
حورية البحر (بالإنجليزية: The Little Mermaid) هو فيلم موسيقي فنتازيا أمريكي قادم من إخراج روب مارشال وكتابة جاين قولدمان وإنتاج شركة أفلام والت ديزني. الفيلم هو النسخة الحية لفيلم الرسوم المتحركة من إنتاج سنة 1989، وهو من بطولة هالي بيلي، وجونا هاور كينغ، خافيير باردم، ميليسا مكارثي، دافييد ديجز، جيكوب تريمبلاي وأوكوافينا.
تم تأكيد خطط إعادة إنتاج فيلم حورية البحر الصغيرة لعام 1989 في مايو 2016. في ديسمبر 2017، أعلنت ديزني أنه كان يتم الحديث مع مارشال من أجل إخراج الفيلم. وقع بيلي وهاور كينغ ومكارثي وبارديم وديغز وتريمبلاي وأوكوافينا وبقية الممثلين عقد الفيلم بين يوليو ونوفمبر 2019. كان من المتوقع أن يبدأ الإنتاج في لندن بين أواخر مارس وأوائل أبريل 2020 ولكن تأخر بسبب جائحة كوفيد-19. تم التصوير في النهاية بشكل أساسي في استوديوهات باينوود في إنجلترا وجزيرة سردينيا بإيطاليا من يناير حتى يوليو من عام 2021. عاد الملحن آلان مينكين، الذي عمل على الموسيقى التصويرية للفيلم الأصلي، لتأليف التوزيع الموسيقي وكتابة أغانٍ جديدة إلى جانب لين-مانويل ميراندا، الذي يعمل كمنتج مع بلات وجون ديلوكا ومارشال. الفيلم مهدى للراحل هاورد أشمان، الذي شارك في إنتاج وكتابة الأغاني من الفيلم الأصلي.
تم عرض فيلم حورية البحر الصغيرة لأول مرة على مسرح دولبي في لوس أنجلوس في 8 مايو 2023، وتم إصداره في الولايات المتحدة في 26 مايو. كانت آراء النقاد متباينة حول الفيلم، فقد أشادوا بأداء الممثلين والوصلات الموسيقية لكنهم انتقدوا التأثيرات المرئية وتصميمات الشخصيات. حقق الفيلم أكثر من 569 مليون دولار في جميع أنحاء العالم مقابل ميزانية إنتاج إجمالية قدرها 250 مليون دولار، ليصبح بذلك ثامن أعلى فيلم ربحًا لعام 2023. يعد ثاني أكثر الأعمال الحية المعاد إنتاجها من ديزني تكلفةً، وسابع أعلى معدل إيرادات من أفلام إعادة الاقتباس حتى الآن.

## الحبكة
إرييل هي أميرة حورية البحر والابنة الصغرى للملك تريتون، حاكم شعب أتلانتيكا. تفتتن بالعالم البشري على الرغم من عدم رؤيتها له أبدًا، حيث منع تريتون جميع أهالي البحر من الذهاب إلى السطح بعد مقتل والدة إرييل على يد إنسان. تقوم إرييل بجمع الأشياء البشرية بدعم من صديقتها المقربة، فلوندر، رقيب أول، وسكوتل، وهو حيوان أخرق شمالي.
تفوّت إرييل اجتماع كورال مون الذي كان من المفترض أن تحضره مع أخواتها، ويوبخها تريتون. بعد ذلك، ترى الألعاب النارية فوق المحيط وتطفو على السطح لرؤيتها عن قرب. تخرج الألعاب النارية من سفينة الأمير إريك، أمير مملكة جزيرة قريبة. تسمع إرييل إريك يخبر رئيس وزراء المملكة، غريمسبي، عن رغبته في استكشاف المجهول ومساعدة شعب مملكته. تحدث عاصفة وتتحطم السفينة على الصخور، مما يجبر الجميع على الذهاب إلى قوارب النجاة. تنقذ إرييل إريك وتوصله إلى الشاطئ، وتغني صوت صفارات الإنذار للمساعدة في إنقاذ حياته. تهرب قبل أن يتمكن من استعادة كامل وعيه. بعد أن يتعافى إريك، تمنعه والدته بالتبني الملكة سيلينا من الإبحار مرة أخرى.
تعلق أخوات إرييل على شرودها الذهني. عندما يسمع تريتون بذلك يستجوب مستشاره سيباستيان السرطان، الذي يخبره أنها أنقذت حياة إنسان. يسافر تريتون غاضبًا إلى مغارة إرييل لمواجهتها؛ وترفض عندها أن تقسم بعدم الذهاب إلى السطح مرة أخرى، يدمر تريتون مجموعتها من الأشياء البشرية. بعد مغادرة تريتون، يقترب زوج من ثعابين موراي من إرييل ويظهرون لها صورة لساحرة البحر أورسولا، أخت تريتون الصغرى المنفصلة عنهم وعمة إرييل التي تم نفيها من أتلانتيكا قبل 15 عامًا وتعرض فيها أن تساعد إرييل.
تتبع إرييل الثعابين إلى عرين أورسولا، حيث تقدم ساحرة البحر صفقة بأنها ستحول إرييل إلى بشرية لمدة ثلاثة أيام يجب أن تحصل خلالها على «قبلة الحب الحقيقي» من إريك لتبقى بشرية بشكل دائم. في حال فشلت، فإنها ستتحول مرة أخرى إلى حورية بحر وسوف تطالبها أورسولا بتعويض. لكي تصبح بشرية، يجب أن تتخلى إرييل عن ذيلها، وعن القدرة على التنفس تحت الماء، وعن قدرتها على غناء صوت صفارات الإنذار، وستحتفظ أورسولا بالأخير في قوقعة نوتيلوس. تقبل إرييل الصفقة وتحصل على أرجل بشرية. ينقلها فلوندر وسيباستيان إلى السطح، وينقذها صياد يأخذها إلى مملكة الجزيرة وإلى قلعة إريك. يندفع إريك، الذي كان يبحث بشكل جنوني عن المرأة التي أنقذت حياته، لمقابلة إرييل عندما يسمع بوصولها. إرييل متحمسة، لكن عدم وجود صوتها يجعل إريك يبتعد على الفور. في وقت لاحق من ذلك المساء، تستكشف إرييل القلعة وتجد مجموعة إريك من الاشياء التي جمعها خلال رحلاته. يقضي إريك وإرييل بعض الوقت معًا يتمعنان بمجموعته.
في اليوم التالي، يأخذ إريك إرييل لمشاهدة معالم المدينة في جميع أنحاء المملكة. يدرك سيباستيان، الذي لحق إرييل على الأرض، أن أورسولا قد وضعت خدعة في التعويذة جعلت إرييل تنسى أنها بحاجة إلى تقبيل إريك. جنبًا إلى جنب مع سكوتل وفلوندر، يأخذ سيباستيان على عاتقه جعل الثنائي يقبلان بعضهما. يكادون ينجحون بذلك، لكن ثعابين أورسولا تحبطهم. تشعر أورسولا بالغضب من الفوز بصعوبة، وتحول نفسها إلى هيئة امرأة شابة جميلة تدعى فانيسا، وتستخدم صوت صفارات الإنذار الخاص بإرييل لتنويم إريك مغناطيسيًا. بالعودة إلى أتلانتيكا، جعل تريتون المملكة تبحث عن إرييل. عندما أمر بناته المتبقيات بمواصلة البحث، بدأ يندم على أفعاله تجاه إرييل وعدم الاستماع إليها.
في صباح اليوم التالي، اكتشفت إرييل وأصدقاؤها أن إريك سيعلن خطوبته على فانيسا في وقت لاحق من ذلك اليوم. يكتشف سكوتل هوية فانيسا الحقيقية ويبلغ إرييل، التي تندفع إلى حفلة الخطوبة وتواجه أورسولا لكسر قوقعة نوتيلوس الموجودة حول رقبتها. تستعيد إرييل صوتها وتكسر سحر إريك. ولكن قبل أن يتمكنوا من تقبيل بعضهما، تغرب الشمس وتتحول إرييل مرة أخرى إلى حورية بحر. تعود أورسولا إلى شكلها الأصلي قبل أن تختطف إرييل وتغوص مرة أخرى في المحيط.
تواجه أورسولا تريتون، الذي يأمرها بإطلاق سراح إرييل. لكن، تكشف أورسولا أن الصفقة التي أبرمتها مع إرييل غير قابلة للكسر. يقايض تريتون نفسه مقابل إرييل وتحوله ثعابين أورسولا إلى غبار، مما يثير رعب إرييل. تستدعي أورسولا شوكة تريتون الثلاثية، ولكن قبل أن تتمكن من قتل إرييل، يصل إريك ويشتت انتباهها؛ في المشاجرة، تقتل أورسولا ثعابينها عن طريق الخطأ. تستشيط أورسولا غضبًا وتستخدم الشوكة الثلاثية كي تنمو إلى حجم وحشي وتستدعي عاصفة لتهديد إرييل وإريك. بينما يصرف إريك انتباه أورسولا، تسحب إرييل نفسها على متن سفينة على السطح وتدير دفة القيادة في اللحظة المناسبة لتقتل أورسولا بدقلها المائل المنشق. بمجرد مقتل أورسولا، يعود تريتون إلى الحياة؛ يعترف هو وإرييل بتضحية الآخر من أجله. يتمكن إريك من العودة إلى المنزل، حيث تعترف سيلينا بأن حب إريك وإرييل كان حقيقيًا.
يقبل تريتون في النهاية أنه على الرغم من عودة إرييل إلى المنزل كما يريد، فإنها ليست سعيدة بدون إريك. بناء على نصيحة سيباستيان، يحول تريتون إرييل إلى إنسان بشكل دائم، وتجتمع مع إريك مجددًا. يقرر الزوجان السفر معًا، بمباركة والديهم ودعم الناس من كلا العالمين.